# Esgrima als Jocs Olímpics d'estiu de 1948
Als Jocs Olímpics d'Estiu de 1948 celebrats a la ciutat de Londres (Regne Unit) es disputaren set proves d'esgrima, sis d'elles en categoria masculina i una en categoria femenina. Es realitzaren entre els dies 30 de juliol i 13 d'agost de 1948 al Palau de l'Enginyeria situat al costat de l'Estadi de Wembley.

## Resum de medalles

### Categoria masculina
| Prova                     | Or | Argent | Bronze |
| Floret individual Detalls | Jehan Buhan                                                                                               | Christian d'Oriola | Lajos Maszlay |
| Floret per equips Detalls | França Adrien Rommel · Christian d'Oriola · Andre Bonin · Jacques Lataste · Jehan Buhan · René Bougnol    | Itàlia Saverio Ragno · Renzo Nostini · Manlio Di Rosa · Giorgio Pellini · Edoardo Mangiarotti · Giuliano Nostini              | BèlgicaAndre Van De Werwe · Paul Valcke · Raymond Bru · Georges de Bourguignon · Henri Paternoster · Edouard Yves       |
| Espasa individual Detalls | Luigi Cantone                                                                                             | Oswald Zappelli | Edoardo Mangiarotti |
| Espasa per equips Detalls | França Maurice Huet · Michel Pécheux · Marcel Desprets · Edouard Artigas · Henri Guérin · Henri Lepage    | Itàlia Luigi Cantone · Marco Antonio Mandruzzato · Carlo Agostoni · Edoardo Mangiarotti · Fiorenzo Marini · Dario Mangiarotti | Suècia Frank Cervell · Carl Forssell · Bengt Ljungquist · Sven Thofelt · Per Hjalmar Carleson · Arne Tollbom            |
| Sabre individual Detalls  | Aladar Gerevich                                                                                           | Vincenzo Pinton | Pál Kovács |
| Sabre per equips Detalls  | HongriaLaszlo Rajcsanyi · Bertalan Papp · Aladar Gerevich · Tibor Berczelly · Rudolf Karpati · Pál Kovács | Itàlia Carlo Turcato · Gastone Dare · Vincenzo Pinton · Mauro Racca · Renzo Nostini · Aldo Montano                            | Estats Units Miguel Capriles · Norman Armitage · George Worth · Dean Victor Cetrulo · James Hummitzsch · Tibor Nyilas · |

### Categoria femenina
| Prova                     | Or         | Argent         | Bronze      |
| Floret individual Detalls | Ilona Elek | Karen Lachmann | Ellen Preis |

## Medaller
| Posició | País         | Or | Argent | Bronze | Total |
| 1       | França       | 3  | 1      | 0      | 4     |
| 2       | Hongria      | 3  | 0      | 2      | 5     |
| 3       | Itàlia       | 1  | 4      | 1      | 6     |
| 4       | Dinamarca    | 0  | 1      | 0      | 1     |
| 4       | Suïssa       | 0  | 1      | 0      | 1     |
| 6       | Àustria      | 0  | 0      | 1      | 1     |
| 6       | Bèlgica      | 0  | 0      | 1      | 1     |
| 6       | Estats Units | 0  | 0      | 1      | 1     |
| 6       | Suècia       | 0  | 0      | 1      | 1     |